# Tonstudio Hiltpoltstein
Das Tonstudio Hiltpoltstein war ein Aufnahmestudio im fränkischen Ort Hiltpoltstein, das 1973 von Jonas Porst und Manfred Neuner gegründet wurde.

## Hintergrund
Jonas Porst, Sohn des Unternehmers Hannsheinz Porst, war zunächst Mäzen der Mitte der 1960er Jahre in Nürnberg gegründeten Rockband Jonah and the Whales, nach deren Auflösung Porst und Sonny Hennig eine neue Gruppe gründeten, die sich nach Erscheinen der von Porst finanzierten ersten LP in Ihre Kinder umbenannte. Nach einem Streit Porsts mit Hennig um die Namensrechte löste sich die Gruppe 1973 nach fünf veröffentlichten Alben auf.
Porst gründete danach gemeinsam mit dem Toningenieur Manfred Neuner das Tonstudio Hiltpoltstein, dessen erste Aufnahme die Single Haus Sweet Haus der Gruppe Music Train war, die 1975 veröffentlicht wurde. Zu späteren Aufnahmen gehörte das Album Aera Humanem Est der Band Aera, die vom ehemaligen Gitarristen von Ihre Kinder, Muck Groh, gegründet worden war und in der Klaus Kreuzeder Saxophon und Flöte spielte.
Zu den weiteren Künstlern, die das Studio ab Mitte der 1970er Jahre nutzten, gehörten beispielsweise Pancake, Bullfrog, Chicken Shack, Ramses oder Nick Simpers Fandango.
1980 nahm Eric Burdon mit seinem Projekt Eric Burdon’s Fire Department dort auf, die ersten drei Alben von Extrabreit entstanden dort, Ton Steine Scherben nahmen das Album Scherben in Hiltpoltstein auf, und Ina Deter arbeitete ebenfalls in dem fränkischen Studio.
Zum Ende der 1980er Jahre nahmen auch Thrash-Metal-Bands wie Destruction und Sodom und Heavy-Metal-Bands wie Talon dort auf, 1989 wurde das Studio vom Gitarristen Henry Sincigno, Klaus Kreuzeder und Steve Leistner übernommen.
Heute wird das Studio unter dem Namen Heinrich Tonstudio von Bernhard Heinrich betrieben.